# Aschot II. (Armenien)

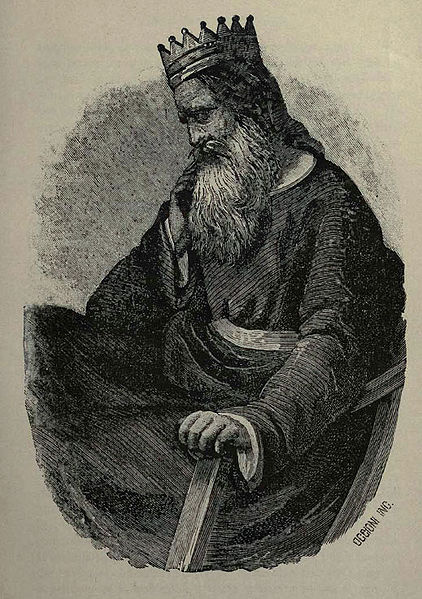
Illustration von Aschot II. aus dem Jahre 1898

Aschot II. (armenisch Աշոտ Բ Aschot B; * um 895; † um 928), auch Aschot der Eiserne (Աշոտ Բ Երկաթ Aschot B Jerkat), war ein König Armeniens aus der Dynastie der Bagratiden. Er war der Sohn und Nachfolger von Sembat dem Märtyrer und war von 914 bis zu seinem Tod in 928 König von Armenien. Während seiner Herrschaft erlebte Aschot zahlreiche Aufstände und Rebellionen von muslimischen Ländern, darunter auch der Sajiden, welche er alle abwehrte, weshalb er den Titel der Eiserne oder der Eiserne König (Երկաթ Jerkat) erhielt.

## Regierungszeit

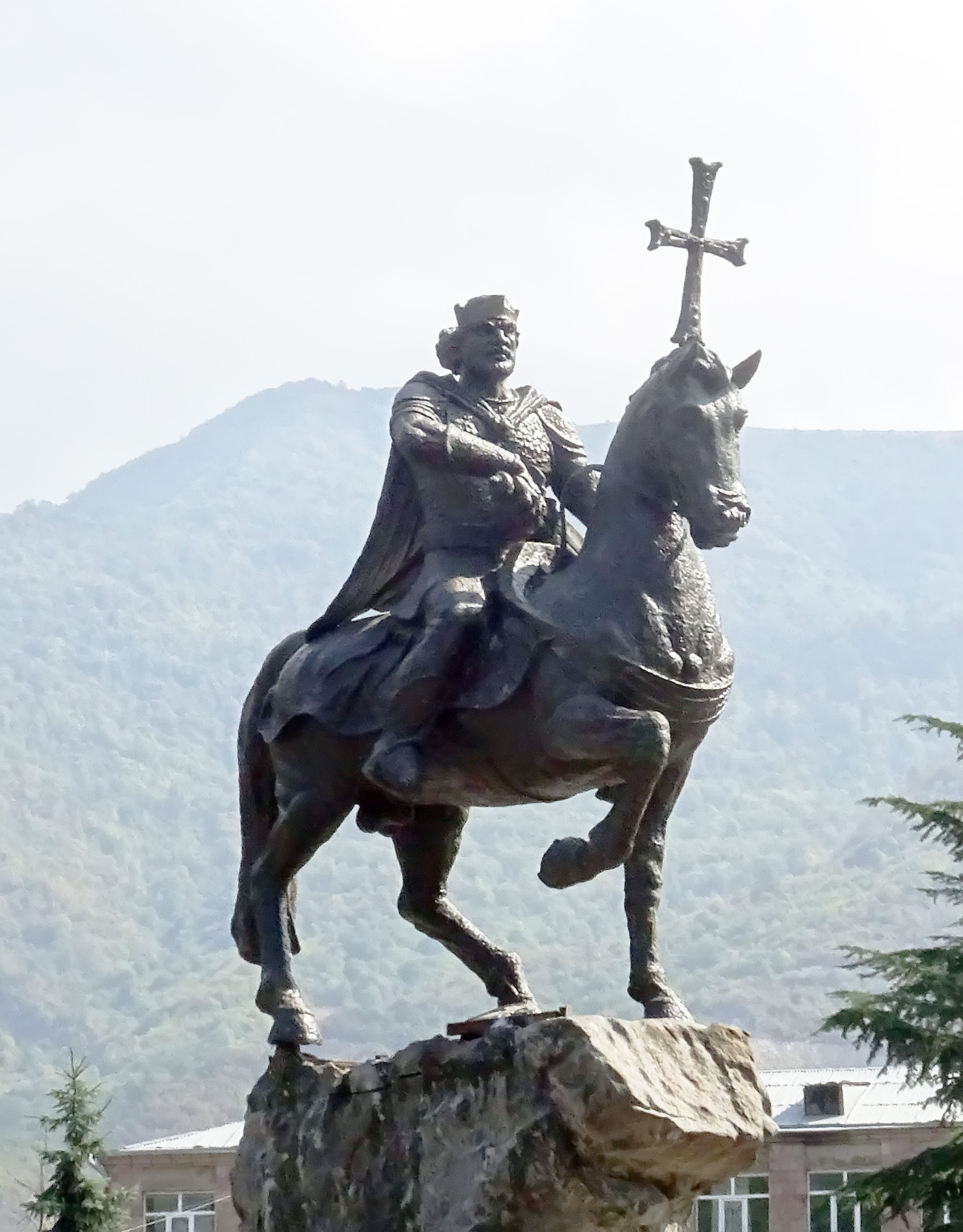
Statue von Aschot II. in Idschewan

Aschot Bagratuni bekam im Jahr 914 einen Brief über die Todesmeldung seines Vaters Sembat I. Im Brief wurde darüber berichtet, wie sein Vater in Jernjak (in der Nähe von Naxçıvan) gefoltert und letztendlich hingerichtet vom damaligen Emir Aserbaidschans Yusuf ibn Abi'l-Saj wurde, als Sembat sich vor ihm ergeben hatte.
Gedrängt von Yusufs Armee besuchte Aschot II. Konstantinopel, um die Kaiserin Zoe Karbonopsina um Hilfe zu fragen. Aschots Anfrage wurde angenommen und eine byzantinische Streitmacht wurde zusammengestellt, um Armenien zu helfen, die Araber zurückzuschlagen. Die byzantinischen Truppen, welche Aschot II. begleiteten, wurden von Leo Phokas angeführt. Die Truppen marschierten im nächsten Jahr den Oberen Euphrat entlang und stieß dort auf Widerstand der Araber.
Yusufs Armee wurde von der byzantinischen Armee zurückgedrängt. Die Byzantiner konnten jedoch aufgrund des Wintereinbruchs nicht Dvin zurückerobern, dennoch hatten die Araber schwere Verluste und Aschot II. erlangte eine mächtigere Position. Aschot II. bekämpfte danach den Thronprätendenten Aschot in einem Bürgerkrieg, zu dem die Zeitangaben von 918 bis 920 variieren; diesen der verlor Thronprätendent. Zahlreiche andere Aufstände in Armenien fanden ebenfalls statt, die Aschot II. jedoch alle abwehren konnte. 922 wurde Aschot II. vom Kalifen des Abbasidischen Kalifats in Bagdad als Herrscher Armeniens anerkannt und Subuk erkannte ihn als Shahanshah oder „König der Könige“ an.
Seit dieser Anerkennung und der Anfreundung mit den Arabern war das Byzantinische Reich verärgert über Aschot II. und die Byzantiner planten im selben Jahr eine massive Belagerung von Armenien unter Anführung von Johannes Kurkuas, die jedoch erfolglos ausging. Im Jahr 928 starb Aschot der Eiserne, welcher vor seinem Tod eine kurze Friedensepoche erlebte. Sein Nachfolger wurde sein Bruder Abas I.